# Vagitanus
Vagitanus (także Vaticanus) – w mitologii rzymskiej, bóstwo opiekujące się pierwszym krzykiem dziecka po narodzinach.